# Palacio Real de Klow
El Palacio Real de Klow es una construcción ficticia de Las aventuras de Tintín creado por el dibujante belga Hergé.

## Descripción
Situado céntricamente en la capital de Syldavia, el Palacio Real de Klow, es uno de los monumentos más importantes de la ciudad, y destaca además por ser de estilo neoclásico y no bohemio, como el Castillo de Kropow.
El palacio tiene el mismo aspecto general que el Palacio Real de Bruselas.